# Saison 2 de Downton Abbey
Chronologie
Saison 1 Saison 3
Cet article présente les épisodes de la deuxième saison de la série télévisée britannique Downton Abbey.

## Époque
Cette saison s'étend sur une période allant de novembre 1916 à l'été 1919.
L'épisode de Noël, qui sert de conclusion à la saison 2, se situe entre Noël 1919 et les premiers jours de janvier 1920. Bien que débutant dans l'ambiance festive de Noël, et se terminant sur une note romanesque et optimiste, il n'a pas grand-chose de l'enchantement que l'on attend en général de cet exercice de style, spécialité de la télévision britannique. Loin d'être une parenthèse un peu magique dans l'univers de la série, il scelle le destin de certains protagonistes, en particulier celui de Bates.

## Distribution de la saison

### Acteurs principaux
- Hugh Bonneville (VF : Patrick Bonnel) : Robert Crawley
- Michelle Dockery (VF : Ingrid Donnadieu) : Mary Crawley
- Dan Stevens (VF : Damien Witecka) : Matthew Crawley
- Jessica Brown Findlay (VF : Karine Foviau) : Sybil Crawley
- Maggie Smith (VF : Mireille Delcroix) : Violet Crawley
- Laura Carmichael (VF : Anneliese Fromont) : Edith Crawley
- Elizabeth McGovern (VF : Odile Cohen)  : Cora Crawley
- Penelope Wilton (VF : Sylvie Genty) : Isobel Crawley
- Jim Carter (VF : Vincent Grass) : Charles Carson
- Joanne Froggatt (VF : Olivia Luccioni) : Anna Smith
- Brendan Coyle (VF : Pascal Casanova) : John Bates
- Siobhan Finneran (VF : Annie Le Youdec) : Sarah O'Brien
- Thomas Howes (VF : Fabrice Fara) : William Mason
- Rob James-Collier (VF : Stéphane Pouplard) : Thomas Barrow
- Phyllis Logan (VF : Denise Metmer) : Elsie Hughes
- Sophie McShera (VF : Audrey Sablé) : Daisy Robinson
- Lesley Nicol (VF : Nicole Favart) : Mme Patmore
- Amy Nuttall (VF : Delphine Rivière) : Ester Parks

### Acteurs récurrents
- Kevin Doyle (VF : Jean-François Lescurat) : Joseph Molesley
- Allen Leech (VF : Yannick Blivet) : Tom Branson
- David Robb (VF : Bernard Alane) : Dr Richard Clarkson
- Samantha Bond (VF : Anne Kerylen) : Rosamund Painswick (Rosaline en VF)
- Zoe Boyle (VF : Fily Keita) : Lavinia Swire
- Clare Calbraith (VF : Alexandra Garijo) : Jane Moorsum
- Michael Cochrane (VF : Frédéric Cerdal) : Révérend Albert Travis
- Paul Copley (VF : Christian Peythieu) : M. Mason
- Maria Doyle Kennedy (VF : Danièle Douet) : Vera Bates
- Iain Glen (VF : Frédéric van den Driessche) : Richard Carlisle
- Christine Mackie (VF : Caroline Jacquin) : Daphne Bryant
- Kevin McNally (VF : Bernard Métraux) : Horace Bryant
- Daniel Pirrie (VF : Olivier Chauvel) : Charles Bryant

### Acteurs invités
- Robert Bathurst (VF : Jean-Philippe Puymartin) : Anthony Strallan
- Jonathan Coy (VF : Jean-François Laley) : George Murray
- Christine Lohr (VF : Sylvia Bergé) : May Bird

## Épisodes

### Épisode 1:La Fiancée de Matthew
- Royaume-Uni : 18 septembre 2011 sur ITV1
- France : 
  - 9 septembre 2012 sur TMC
  - 27 avril 2013 sur HD1
- Québec : 2 mars 2013 sur Radio-Canada

- Royaume-Uni : 11,41 millions de téléspectateurs

- David Robb : Dr Clarkson
- Maria Doyle Kennedy : Vera Bates
- Kevin Doyle : Joseph Molesley
- Allen Leech : Tom Branson

Novembre 1916. Alors que les soldats britanniques (dont Matthew et Thomas) sont dans les tranchées de la Somme, une nouvelle femme de chambre, Esther Parks, arrive à Downton. Véra, la femme de Bates, le fait chanter en menaçant de révéler publiquement le secret de la liaison entre Mary et Pamuk, quatre années plus tôt. 

### Épisode 2:L'Entraide
- Royaume-Uni : 25 septembre 2011 sur ITV1
- France : 
  - 9 septembre 2012 sur TMC
  - 4 mai 2013 sur HD1
- Québec : 9 mars 2013 sur Radio-Canada

- Royaume-Uni : 11,77 millions de téléspectateurs

- Iain Glen : Sir Richard Carlisle
- Fergus O'Donnell : John Drake
- Allen Leech : Tom Branson
- Lachlan Nieboer : Lieutenant Edward Courtenay
- Cal Macaninch : Henry Lang

### Épisode 3:La Maison des intrigues
- Royaume-Uni : 2 octobre 2011 sur ITV1
- France : 
  - 16 septembre 2012 sur TMC
  - 4 mai 2013 sur HD1
- Québec : 16 mars 2013 sur Radio-Canada

- Royaume-Uni : 11,33 millions de téléspectateurs

L'hôpital local n'étant pas assez grand pour accueillir à la fois les soldats blessés au front et les convalescents, Downton Abbey est transformée en maison de convalescence pour les officiers, sous les ordres d'Isobel Crawley. En voulant trop bien faire, elle se heurte à Cora, qui ne supporte pas cette ingérence dans sa propre maison. Cora, négativement influencée par O'Brien, incite son époux à engager Thomas pour aider à la gestion du nouvel hôpital. La nouvelle déçoit les autres domestiques. Thomas se lance dans le marché noir, le Royaume-Uni étant soumis à de sévères restrictions.
Rosalind découvre que Lavinia a contribué à la diffusion du scandale Marconi, en échange de l'annulation d'une dette de son père, au bord de la ruine.
Anna aperçoit brièvement Bates au village, alors qu'il est censé vivre à Londres. Elle apprend qu'il travaille dans un pub et lui rend visite. Bates évoque alors ses problèmes, Véra refusant catégoriquement le divorce.  
William demande Daisy en mariage avant son départ pour le front ; la jeune fille hésite et lui répond positivement, sous la pression amicale de Mrs Patmore.

### Épisode 4:Portés disparus
- Royaume-Uni : 9 octobre 2011 sur ITV1
- France : 
  - 16 septembre 2012 sur TMC
  - 4 mai 2013 sur HD1
- Québec : 23 mars 2013 sur Radio-Canada

- Royaume-Uni : 11,3 millions de téléspectateurs

1918. 
Lady Grantham reprend le pouvoir à Downton, évinçant Isobel Crawley.
Lord Grantham reçoit la demande en mariage de Richard Carlisle, pour sa fille Mary. 
Esther flirte avec l'un des officiers blessés séjournant à Downton, le major Bryant, sous l'œil méfiant de Mrs Hughes et d'Édith. Mrs Hughes les surprend et renvoie Esther sur le champ. À la suite de son différend avec Lady Grantham, Mrs Crawley quitte Downton pour rejoindre la Croix Rouge, à Paris. 
Le comte apprend que Matthew et William, devenu son ordonnance, dans la même compagnie, sont portés disparus après une patrouille. Il apprend également que Mr Bates est revenu dans la région et lui propose de revenir travailler à Downton, ce qu'il accepte. 
Mme Bird, sans activité depuis le départ de Mme Crawley, organise une soupe populaire pour les anciens soldats isolés, chaque semaine, avec ses fonds personnels. Mme Patmore y contribue. O'Brien les dénonce auprès de Lady Grantham : sans succès. Celle-ci ordonne de poursuivre le service.
Un spectacle se déroule à Downton. C'est le moment du retour de Matthew et de William, sains et saufs. 

### Épisode 5:Le Poids du secret
- Royaume-Uni : 16 octobre 2011 sur ITV1
- France : 
  - 23 septembre 2012 sur TMC
  - 11 mai 2013 sur HD1
- Québec : 30 mars 2013 sur Radio-Canada

- Royaume-Uni : 11,59 millions de téléspectateurs

- Iain Glen : Sir Richard Carlisle
- Maria Doyle Kennedy : Vera Bates

Matthew et William ont été blessés durant un assaut. Gravement touché aux poumons, William demande une dernière fois à Daisy de l'épouser. La jeune femme accepte finalement sur l'insistance de Mrs Patmore. William meurt peu de temps après. 
Matthew, quant à lui, touché à la moelle épinière est déclaré paralysé à vie et impuissant, ce qui lui fait remettre en question son mariage avec Lavinia. Mary se rapproche alors beaucoup de lui. Jane, une nouvelle femme de chambre, veuve de guerre et mère d'un petit garçon, arrive à Downton, Lord Grantham s'attache à elle. 

### Épisode 6:Retour à Downton
- Royaume-Uni : 23 octobre 2011 sur ITV1
- France : 
  - 23 septembre 2012 sur TMC
  - 11 mai 2013 sur HD1
- Québec : 6 avril 2013 sur Radio-Canada

- Royaume-Uni : 11,33 millions de téléspectateurs

- Iain Glen : Sir Richard Carlisle
- Maria Doyle Kennedy : Vera Bates

Un officier canadien atrocement défiguré, Gordon, se confie à Lady Edith. Il affirme n'être autre que le cousin Patrick,  survivant du naufrage du Titanic. Il prétend avoir souffert d'amnésie à la suite de la catastrophe, avoir été pris pour un passager canadien et débarqué à Montréal. Il connait des détails troublants sur Downton et sur la famille Crawley. Cette nouvelle embarrasse tout le monde. Lord Grantham fait une enquête. Il découvre que l'un des amis de Patrick, un certain Peter Gordon, pourrait être en fait le soldat mutilé.
Seule Edith croit que cet officier est son cousin. Il quitte soudainement Downton.
Esther, désormais mère d'un petit Charlie, apprend que le major Bryant a été tué au front. Sir Richard Carlisle, qui a acheté un château près de Downton, propose à Carson de devenir son majordome après son mariage avec Mary. Véra apprend au juge que Bates l'a payée pour divorcer, ce qui annule la procédure en cours. Bates part pour Londres pour lui parler. Quelques jours plus tard, il apprend par télégramme qu'elle a été découverte morte à son appartement.

### Épisode 7:Nouvelles Vies
- Royaume-Uni : 30 octobre 2011 sur ITV1
- France : 
  - 30 septembre 2012 sur TMC
  - 11 mai 2013 sur HD1
- Québec : 13 avril 2013 sur Radio-Canada

- Royaume-Uni : 12,26 millions de téléspectateurs

- Iain Glen : Sir Richard Carlisle
- David Robb : Dr Clarkson
- Allen Leech : Tom Branson
- Zoe Boyle : Lavinia Swire

1919. Sir Richard Carlisle demande à Anna d'espionner Mary pour lui. Elle refuse et l'apprend à Carson. Celui-ci décide alors de renoncer à devenir le majordome des Carlisle et reste à Downton.
Lord Grantham embrasse fougueusement Jane, la nouvelle femme de ménage.
Matthew retrouve miraculeusement l'usage de ses jambes, au grand bonheur de tous. Il annonce alors à nouveau son mariage avec Lavinia qui s'est beaucoup dévouée pendant les mois de souffrance. Violet n'est pas dupe de Matthew et lui fait avouer son amour indéfectible pour Mary, amour qu'elle sent partagé. Un mariage rendrait Mary heureuse et sauverait Downton. En homme d'honneur, Matthew ne veut pas briser son engagement auprès de Lavinia.
Esther cherche à présenter Charlie à ses grands-parents, les Bryant. Le jour de leur visite à Downton, elle s'impose au déjeuner et tente de leur faire accepter leur petit-fils. Si Lady Bryant la croit, Lord Bryant entre dans une colère noire et l'insulte. 
Cora et Violet se débarrassent d'Isobel en la persuadant de partir s'occuper des réfugiés de guerre. Bates comprend que son épouse Véra s'est empoisonnée afin de l'incriminer : c'est lui qui avait acheté le poison qu'elle a ingéré, pensant qu'elle souhaitait tuer des rats. 
Thomas se fait escroquer dans sa tentative de marché noir. Ses marchandises frelatées sont découvertes par Mme Patmore. Dépouillé de toutes ses économies, il retourne à Downton comme valet de pied.

### Épisode 8:Épidémie
- Royaume-Uni : 6 novembre 2011 sur ITV1
- France : 
  - 30 septembre 2012 sur TMC
  - 18 mai 2013 sur HD1
- Québec : 20 avril 2013 sur Radio-Canada

- Royaume-Uni : 12,45 millions de téléspectateurs
- Québec : 617 000 téléspectateurs[2]

- Iain Glen : Sir Richard Carlisle
- David Robb : Dr Clarkson
- Allen Leech : Tom Branson
- Zoe Boyle : Lavinia Swire

Lady Sybil annonce à ses parents qu'elle souhaite épouser Branson et partir pour Dublin où celui-ci veut entamer une carrière de journaliste politique au service de la cause irlandaise. Lord Grantham, ulcéré, refuse violemment, puis se ravise et donne au couple à la fois sa bénédiction et une somme d'argent, comprenant enfin que l'amour de Branson est sincère et désintéressé. Lord Grantham renonce à son penchant – réciproque – pour la nouvelle femme de chambre, Jane, qui quitte Downton. 
Carson puis Cora et Lavinia sont brutalement frappés par la grippe espagnole, alors que le mariage de Matthew et Lavinia se prépare. Molesley, qui devait remplacer Carson comme sommelier au dîner, est ivre.
Esther est surprise lorsque le couple Bryant lui propose de reconnaître l'enfant comme leur petit-fils. Ils veulent l'élever, lui offrir les meilleurs collèges à condition que l'enfant ne voie plus jamais sa mère. Esther refuse catégoriquement avec l'approbation de Mrs Hugues. Anna et Bates se marient, bien que tous deux savent qu'il risque d'être tenu pour responsable de la mort de Véra.
Alors que Cora guérit grâce au dévouement de sa femme de chambre O'Brien, responsable de sa fausse couche, (dans la première saison) qui veut se faire pardonner, que les deux époux se rapprochent, l'état de santé de Lavinia s'aggrave brusquement. Elle meurt en demandant à Matthew d'épouser Mary et d'être heureux. Avant de tomber malade, elle les avait surpris dansant et bavardant tendrement, comprenant que Matthew ne l'épousait que par sens de l'honneur. Convaincu d'être responsable du chagrin et donc de la mort de Lavinia, Matthew explique à Mary que rien, jamais, ne sera possible entre eux. Accablée, Mary est résignée à épouser Carlisle, unanimement détesté.

### Épisode spécial:Behind the Drama
Épisode sur les coulisses du tournage de la série, diffusé au Royaume-Uni le 21 décembre 2011.

### Épisode 9:L'Esprit de Noël
- Royaume-Uni : 25 décembre 2011 sur ITV1
- France : 
  - 15 décembre 2012 sur TMC
  - 18 mai 2013 sur HD1
- Québec : 27 avril 2013 sur Radio-Canada

- Royaume-Uni : 12,11 millions de téléspectateurs
- Québec : 646 000 téléspectateurs[3]

- Iain Glen : Sir Richard Carlisle

Noël 1919 se prépare à Downton Abbey. Les domestiques dressent et décorent un immense sapin dans le hall. Lorsque les cadeaux sont distribués, Lady Mary offre à Anna un magnifique bijou en or.
Edith tente de revoir Anthony Strallan ; celui-ci, blessé au bras, se dérobe et décline l'invitation à la chasse au faisan du Nouvel An. La famille accueille pour l'occasion Lord Hepworth, le soupirant (en réalité un chasseur de dot) de Lady Rosamund, la tante des demoiselles Crawley, qui a insisté pour qu'on l'invite. Mary s'inquiète de la santé du père de Lavinia, mourrant. Matthew est présent lors de sa mort. Les festivités du Nouvel An, après celles de Noël, révèlent l'incompatibilité grandissante entre Mary et son fiancé Sir Richard Carlisle. Toute la famille désapprouve cette union ; Mary se sent obligée de l'épouser pour éviter qu'il ne divulgue son secret  : les circonstances de la mort de Kemal Pamuk (dans la saison 1). Elle ne fixe pas la date du mariage. Lady Grantham confie enfin à Lord Grantham le chantage dont leur fille est l'objet. Bien que très déçu par Mary, il reste persuadé qu'elle doit épouser l'homme qu'elle aime, en dépit des conséquences.
Lady Grantham reçoit une lettre de Lady Sybil qui annonce, après son mariage, à Dublin, avec Tom, leur ancien chauffeur, qu'elle est enceinte. Elle souhaite les revoir.
Début janvier 1920 commence le procès de Bates, pour meurtre. Plusieurs habitants de Downton Abbey sont appelés à témoigner : Mrs Hughes, O'Brien et Lord Grantham. Malheureusement, les témoignages n'appuient pas sa cause, tendant au contraire à démontrer sa culpabilité. Bates est finalement jugé coupable du meurtre de sa femme, avec préméditation, et condamné à la mort par pendaison. Le traditionnel bal des serviteurs (où maîtres et serviteurs dansent ensemble) est remis en cause lors de l'annonce de cette mauvaise nouvelle. 
Pour obtenir la place vacante de Bates, Thomas cherche à se faire remarquer de Lord Grantham en cachant sa chienne adorée dans la forêt. Toute la maison se mobilise pour retrouver l'animal ; lors de cette battue en forêt, Mary révèle son lourd secret à Matthew. Celui-ci, choqué, lui conseille également de ne pas céder au chantage. Peu après, Mary rompt ses fiançailles avec Sir Richard Carlisle, s'exposant ainsi au risque d'un scandale. Matthew et Richard se battent. Elle envisage de s'exiler quelque temps à New-York et propose à Anna de quitter Downton pour la suivre. 
La chienne de Lord Grantham, qui s'était échappée de sa cachette, est finalement retrouvée le lendemain par un villageois. Inquiet de ne pas la retrouver, Thomas part vainement à sa recherche, ce qui le fait remonter dans l'estime du comte et lui fait espérer d'être réintégré au sein de l'équipe des domestiques.
- Lady Sybil Crawley (Jessica Brown Findlay) et Tom Branson (Allen Leech), en Irlande, n'apparaissent pas dans cet épisode. Une lettre que reçoit Cora annonce qu'ils sont mariés et que Sybil est enceinte.
- Épisode de 92 minutes.